# Médaille de reconnaissance de la Nation
La médaille de reconnaissance de la Nation est une décoration militaire et civile française, créée par un décret du 12 avril 2002 de Jacques Chirac, président de la République. Elle est décernée à tous les militaires et à tous les civils s'étant vu attribuer le titre de reconnaissance de la Nation.

## Critères d'attribution
Le titre de reconnaissance de la Nation a été créé par l'article 77 de la loi no 67-1114 du 21 décembre 1967 portant loi de finances pour 1968 afin de récompenser les militaires ayant pris part, pendant 90 jours aux opérations en Afrique du Nord entre 1952 et 1962. Ce titre a été étendu en 1993 aux civils et aux opérations menées par l'armée française depuis le début de la Première Guerre mondiale tout en gardant la condition d'avoir participé pendant au moins 90 jours aux opérations.
Pour accompagner ce titre de reconnaissance de la Nation, il avait été décidé de créer, en 1997, une décoration appelée médaille d'Afrique du Nord afin de récompenser ceux ayant reçu ce titre pour les opérations d'Afrique du Nord. Cette médaille a été remplacée le 12 avril 2002 par la médaille de reconnaissance de la Nation, afin de récompenser tous les titulaires du titre de reconnaissance de la Nation.
Les conflits, opérations ou missions ouvrant le droit à l'attribution du titre de reconnaissance de la Nation sont les suivants :
- la Première Guerre mondiale ;
- les opérations menées entre 1918 et 1939 ;
- la Seconde Guerre mondiale ;
- la guerre d'Indochine ;
- la guerre de Corée ;
- les combats en Tunisie entre le 1er janvier 1952 et le 2 juillet 1962 ;
- les combats au Maroc entre le 1er juin 1953 et le 2 juillet 1962 ;
- la guerre d'Algérie entre le 31 octobre 1954 et le 2 juillet 1962 ;
- les opérations militaires sur le territoire de l'Algérie entre le 3 juillet 1962 et le 1er juillet 1964 ;
- les conflits armés et opérations et missions menées conformément aux obligations et engagements internationaux de la France depuis 1945 dont la liste est donnée par l'arrêté modifié du 12 janvier 1994[8].

## Décorations
- Médaille : ronde de 34 mm, en bronze doré, avec à l'avers l'effigie de la République entouré par la mention « République française ». Au revers, l'inscription « Médaille de reconnaissance de la Nation » surmontant un bouquet de feuilles de chêne ;
- Ruban : sable comprenant des chevrons bleu indigo de 3 mm de largeur. La barrette comprend elle trois chevrons de largeur 2 mm. Ce ruban est orné d'agrafes en métal blanc portant l'indication du conflit, des opérations ou missions ;
- Agrafes : la médaille peut recevoir six agrafes qui prennent place sur le ruban[9] :
  - « 1914-1918 » pour la Première Guerre mondiale et les opérations menées entre 1918 et 1939 ;
  - « T.O.E »  pour les opérations entre les deux Guerres mondiales ;
  - « 1939-1945 » pour la Seconde Guerre mondiale ;
  - « Indochine » pour la guerre d'Indochine et la guerre de Corée ;
  - « Afrique du Nord » pour les combats en Afrique du nord entre le 1er janvier 1952 et le 1er juillet 1964 ;
  - « Opérations extérieures » pour les opérations depuis 1962.

## Avantages
Le titre de reconnaissance de la Nation qui permet d'attribuer la médaille de reconnaissance de la Nation offre certains avantages aux titulaires, tels que :
- possibilité de constitution d'une retraite mutualiste du combattant majorée et revalorisée par l’État et affectée d'avantages fiscaux (loi de finance du 29 décembre 1971) ;
- lors du décès, possibilité de recouvrir le cercueil du drapeau tricolore.